# Ondar Beltz
La playa Ondar Beltz está situada en la margen izquierda de la desembocadura de la ría del Deva, entre el espigón existente y la punta de Arrilaban en el municipio guipuzcoano de Motrico, País Vasco (España).